# Ambient (album)
Ambient je drugi studijski album američkog elektroničkog glazbenika Mobyja. Album je 17. kolovoza 1993. godine objavila diskografska kuća Instinct Records.

## O albumu
Ambient se sastoji od elektroničkih ambijentalnih skladbi te je po tome sličan albumima u serijalu Selected Ambient Works britanskog elektroničkog glazbenika Richarda D. Jamesa, poznatijeg kao Aphex Twin. Poput Jamesovih albuma, Ambient se uglavnom sastoji od instrumentalnih pjesama (iako su na pjesmi "Tongues" prisutni uzorci zvuka vokalizirajućeg zbora te zvuk ženskog glasa koji govori "bad days" u pozadini pjesme "Bad Days"). Gotovo sve pjesme pokreće ritam, osim pjesama "J Breas" i "Piano and String" koje se koriste klavirom i sintesajzerom. "Bad Days" se koristi sintesajzerskim efektom  "sweepinga", dok se "Sound" sastoji od ponavljajućeg zvuka visokog tona koji se svako malo stišava i pojačava. Na skladbi "80" sintesajzer imitira zvuk akustične gitare.
Album se odlikuje eksperimentalnim, potištenim stilom. Mnoge su skladbe (uključujući "Bad Days" i "Lean on Me") dosta mračne, ali prisutne su i vedrije pjesme, primjerice "Heaven", "Tongues" i "Dog", koje su plesne i koje pokreće ritam. Skladba "Myopia" ističe se synth-bass stilom. "House of Blue Leaves" i "My Beautiful Blue Sky" eksperimentalnije su ritmičke skladbe ("House of Blue Leaves" se sastoji od jednostavnog ritma i klavijatura, a "My Beautiful Blue Sky" od plemenskog ritma, sintesajzera i klavira).
Za razliku od većine ostalih Mobyjevih albuma, Ambient nikad nije bio ponovno objavljen ni u posebnoj, ni u remasteriranoj inačici.

## Popis pjesama
| 1.    | »My Beautiful Blue Sky« | 5:19 |
| 2.    | »Heaven«                | 8:16 |
| 3.    | »Tongues«               | 5:37 |
| 4.    | »J Breas«               | 2:47 |
| 5.    | »Myopia«                | 4:46 |
| 6.    | »House of Blue Leaves«  | 6:20 |
| 7.    | »Bad Days«              | 2:27 |
| 8.    | »Piano & String«        | 1:35 |
| 9.    | »Sound«                 | 1:11 |
| 10.   | »Dog«                   | 7:35 |
| 11.   | »80«                    | 2:05 |
| 12.   | »Lean on Me«            | 3:51 |
| 51:49 |                         |      |

## Recenzije
Ned Raggett, glazbeni kritičar sa stranice AllMusic, dodijelio je albumu tri od pet zvjezdica te je komentirao: "Kao i većina Mobyjevih najranijih glazbenih djela, ovo je više kompilacija nego album koji je objavila njegova vlastita diskografska kuća Instinct. Utjecaji ambijentalne glazbe u technu 1993. su godine bili vrlo popularni u pogledu tiska i pokrivenosti (iako će jungle brzo zasjeniti i ambijentalni techno i žanr progresivnog housea), stoga nije ni čudo da je Instinct bio malo željan te iste akcije, što se već vidi u nazivu [albuma] koji govori sve. Motivacije na stranu, Ambient je ugodna kolekcija eksperimenata; iako monumentalni albumi iz serijala Selected Ambient Works Aphex Twina zasjenjuju Ambient u pogledu kvalitete i čiste dovitljivosti, Mobyjevi vlastiti radovi u ovom su području vrlo često zadovoljavajući. Oni koji su upoznati s kasnijim radovima kao što su "God Moving Over the Face of the Waters" i "The Rain Falls and the Sky Shudders" ovdje mogu pronaći njihove djelomične korijene, iako su skladbe uglavnom formalnije i manje odmah istaknutije od onoga što je došlo kasnije. Pjesme kao "J Breas", koja se sastoji od sintesajzerskih zvukova klavira i gudačkih instrumenata te još više samoopisujuća "Piano & String" ugodno su žalosne i lijepe, ali osim toga nisu previše vrijedne spomena".

## Zasluge
| Moby - Moby – svi instrumenti, produkcija | Ostalo osoblje - Wendi Horowitz – dizajn - Bob Ward – digitalno uređivanje - Jill Greenberg – fotografija |